# Robert Le Gall (archevêque)
Pour les articles homonymes, voir Le Gall et Robert Le Gall.
Robert Le Gall, né le 26 février 1946 à Saint-Hilaire-du-Harcouët (Manche, France), est un prélat et liturgiste catholique français, abbé de l'abbaye Sainte-Anne de Kergonan de 1983 à 2001, puis évêque de Mende de 2001 à 2006, et archevêque de Toulouse, Saint Bertrand de Comminges et Rieux de 2006 à 2021.

## Biographie

### Enfance, études et débuts
Fils d'un ingénieur, directeur des quais, des phares et des balises au port de Lorient, Robert Le Gall est issu d'une famille originaire de Brest, très marquée par la foi chrétienne. Parmi les membres de sa famille, l'une de ses grandes-tantes maternelles était sœur passionniste dans un monastère de la Sarthe. Adolescent, Robert Le Gall fréquente le lycée privé Saint-Louis de Lorient. C'est lors d'un camp d'une semaine à Kergonan, en septembre 1962, qu'il envisage pour la première fois une vocation monastique.

### Moine, prieur et père abbé de Sainte-Anne de Kergonan
Après trois mois en khâgne à Orléans, Robert Le Gall entre en 1963, à l'âge de 17 ans, au noviciat de l'abbaye Sainte-Anne de Kergonan. Il prononce ses premiers vœux monastiques le 8 décembre 1965,, et commence des études de philosophie au monastère,.
En 1967, il est appelé au service militaire. Il fait ses classes à Auvours, au sein du 2e régiment d'infanterie de marine (2e RIMa), puis est affecté à l'École militaire préparatoire technique (EMPT) du Mans en tant qu'éducateur-professeur. Il est libéré de ses obligations militaires en décembre 1968,.
De retour à Sainte-Anne de Kergonan, il poursuit ses études de philosophie. Il prononce ses vœux perpétuels le 8 septembre 1970, puis quitte l'abbaye Sainte-Anne de Kergonan pour l'abbaye Saint-Pierre de Solesmes dans la Sarthe, afin de suivre une licence de théologie. Après avoir obtenu son baccalauréat en 1973, il est ordonné prêtre le 24 août 1974 par Pierre Boussard, évêque de Vannes. A la demande de dom Marcel Blazy, abbé, il continue ses études à l'université de Fribourg en vue d'une licence canonique en théologie dogmatique,, qu'il obtient en juin 1976. En juillet de la même année, il complète sa formation par un mois d'études bibliques en Israël.
Revenu à l'abbaye Sainte-Anne de Kergonan, dom Marcel Blazy lui demande d'enseigner la théologie de la liturgie aux étudiants du monastère. Il le nomme prieur le 11 juin 1977, puis deux jours plus tard, hôtelier du monastère. Il est ainsi chargé d'accueillir au nom de l'abbé et de toute la  communauté, les visiteurs séjournant à l'abbaye. À la suite de la démission de dom Marcel Blazy, Robert Le Gall est élu quatrième abbé en 1983,. À 37 ans, il est le plus jeune frère élu père abbé de l'histoire du monastère, jusqu'à l'élection en août 2023, de dom Jean-Vincent Giraud, à l'âge de 36 ans,.

### Évêque de Mende puis archevêque de Toulouse

#### Mende
En septembre 2001, la nonciature apostolique lui propose de prendre la tête de l'évêché de Mende, ce qu'il accepte.
Le 16 octobre 2001, Robert Le Gall est donc nommé évêque de Mende, le plus petit diocèse de France, une prudence du Saint-Siège à l'égard de celui qui n'avait eu jusque-là aucune expérience dans l'exercice de la charge pastorale d'une paroisse. Robert Le Gall est consacré le 6 janvier 2002 par le cardinal Paul Poupard. C'est la deuxième fois en France qu'un supérieur de monastère est propulsé à la tête d'un diocèse, après Bernard-Nicolas Aubertin, père abbé du monastère de Lérins, nommé évêque de Chartres en 1998.
Il choisit comme devise épiscopale « De Unitate Trinitatis » (« De l'unité de la Trinité »), inspirée du 4e chapitre de la constitution conciliaire Lumen Gentium, qui traite de l'unité de l'Église tirée de l'unité de la Trinité, reprenant ainsi sa devise abbatiale.
En 2005, quatre ans après le début de son épiscopat, Robert Le Gall convoque un synode diocésain, ce que Mende n'avait pas connu depuis le concile Vatican II. Selon Arnaud Join-Lambert, l'objectif de ce synode, tout comme ceux de Luçon, Nevers et Évry menés au même moment, est de réaliser un bilan sur le travail d'évangélisation et d'élan missionnaire, et de témoigner de l'Église locale auprès de tous les habitants du département. Le synode, dont les réflexions portent sur le vivre ensemble, met en lumière la nécessité de partager le travail pastoral avec les laïcs, afin de faire face au vieillissement et au manque de prêtre dans le diocèse : en 2007, sur les 120 prêtres que compte Mende, seuls 20 d'entre eux ont moins de 65 ans. Toutefois, certains propositions, notamment celles qui suggèrent une présence évangélisatrice directe qui recherche le contact avec le tout-venant, ont suscité des débats au sein du diocèse. 

#### Toulouse
Nommé archevêque de Toulouse le 11 juillet 2006 et chancelier de l'Institut catholique de Toulouse, il prend ses fonctions le 10 septembre 2006, avant de pouvoir mettre en œuvre les propositions du synode diocésain de Mende. Dès sa prise de fonction, Robert Le Gall exprime le souhait de se voir secondé par un évêque auxiliaire. Le 30 octobre 2007, Hervé Gaschignard est nommé évêque auxiliaire de Toulouse par le pape Benoît XVI.
À la suite des attentats de mars 2012 à Toulouse, l’État invite les responsables religieux de la région toulousaine à des rencontres, dont Robert Le Gall, afin de rédiger une déclaration commune dans laquelle les communautés religieuses condamnent toute forme de violence, promeuvent le rapprochement entre les Hommes et appellent à lutter contre le racisme, la discrimination et l'exclusion. Le texte, intitulé « Charte de la fraternité », est signé le 19 mars 2015 par les représentants religieux juif, musulman, catholique, bouddhiste, protestant et anglican, en présence du ministère de l'intérieur, Bernard Cazeneuve, et de la ministre de l'Éducation nationale, Najat Vallaud-Belkacem. 
En 2014, devant la diminution du nombre de prêtres dans le diocèse de Toulouse, et pour faire face aux nouvelles réalités démographiques du département, Robert Le Gall annonce le lancement d'un chantier de réorganisation des paroisses et des doyennés du diocèse, intitulé « Territoire & Mission ». Entrant en vigueur le 1er septembre 2015, la réforme entérine la diminution du nombre des doyennés, passant de 28 à 16, dont 6 uniquement pour la ville de Toulouse. En 2018, le diocèse compte 133 prêtres en activité, pour 700 000 baptisés.
Au pic de la crise migratoire en Europe en 2015, il mobilise le diocèse de Toulouse en faveur de l'accueil des réfugiés fuyant la progression de l'État islamique, et en particulier, les chrétiens d'Orient. Il relaie ainsi l'appel du pape François du 6 septembre 2015 qui, à l’occasion du jubilé de la miséricorde, demande « que chaque paroisse, chaque communauté religieuse, chaque monastère [et] chaque sanctuaire d’Europe accueille une famille [de réfugiés] ». À la suite de cette mobilisation, la communauté chrétienne de Toulouse héberge une quinzaine de familles de réfugiés.
À l'été 2017, l'institut catholique de Toulouse traverse une grave crise de gouvernance : accusé de harcèlement moral, le doyen de la faculté de philosophie, Andrea Bellantone, est l'objet d'une procédure de licenciement initiée par le recteur de l'institut catholique, le père Luc-Thomas Somme. Opposés à cette décision jugée arbitraire, une soixantaine de professeurs et d'intellectuels portent l'affaire auprès de la Congrégation pour l'éducation catholique, qui leur donne raison dans un courrier en date du 14 septembre 2017. En qualité de chancelier de l'institut catholique, Robert Le Gall est donc enjoint par le Saint-Siège à suspendre la procédure de licenciement, ce qu'il fait. Néanmoins, les tensions ne redescendent pas, les partisans du recteur se manifestant par des pétitions de soutien, tandis que les partisans du doyen appellent à la démission du père Luc-Thomas Somme. À la suite de la rencontre des évêques responsables de l'Institut catholique de Toulouse le 12 octobre 2017, Robert Le Gall réaffirme sa confiance à l'égard du père Somme, tout en demandant un rééquilibrage dans la gouvernance de l'institut catholique, notamment en associant davantage les doyens à la réflexion stratégique et budgétaire, et en veillant à une meilleure collaboration entre les facultés profanes et ecclésiastiques.
Conformément au droit de l'Église catholique qui demande aux évêques de remettre leur charge à l'âge de 75 ans, Robert Le Gall a demandé en février 2021 de quitter son poste. Le pape François lui demande alors d’assumer quelques mois de plus la charge qu’il lui a confiée. Son successeur Guy de Kerimel est installé le 30 janvier 2022,.

### Évêque émérite
Démissionnaire de sa charge d'évêque pour raison d'âge, il se retire en 2022 dans l'abbaye Notre-Dame de Quarr sur île de Wight,, aspirant à retrouver la vie communautaire bénédictine. Toutefois, il exclut de retourner à l'abbaye de Kergonan, la communauté, en pleine crise interne, n'ayant pas encore élu de père abbé à la date de sa démission. En outre, Robert Le Gall considère que celle-ci « se cherche un peu ».

## Autres responsabilités

### Conférence des évêques de France
Entre 2001 et 2003, Robert Le Gall est membre de la Commission épiscopale pour les ministères ordonnés (CEMIOR), puis en novembre 2003, il est élu président de la Commission épiscopale pour la liturgie et la pastorale sacramentelle (CELPS). Il est réélu le 8 novembre 2008 pour un mandat de trois ans, avant de se voir remplacer en 2011 par Bernard-Nicolas Aubertin. Entre 2004 et 2012, il préside également la Commission épiscopale francophone pour les traductions liturgiques (CEFTL).
Après avoir été membre du Conseil pour l'unité des chrétiens et les relations avec le judaïsme en 2012, il est membre du conseil pour les relations interreligieuses et les nouveaux courants religieux entre 2017 et 2019.
Depuis 2022, il est évêque accompagnateur du Centre national des archives de l'Église de France (CNAEF). 

### Monde monastique
Entre 1984 et 1990, Robert Le Gall est membre du bureau des supérieurs majeurs de la région apostolique de l'Ouest, puis entre 1986 et 1992, membre du bureau de la Conférence monastique de France (CMF). Il est pendant plusieurs années administrateur de Monastic, association qui aide les monastères dans les questions commerciales, administratives et juridiques. En juin 1996, il est nommé président de la Fondation des monastères, « fondation d'utilité publique habilitée à recevoir des legs pour répartir des secours aux monastères dans le besoin qui en font la demande ». 

### Organismes de dialogue interreligieux
Robert Le Gall est un des fondateurs du Groupe de Chevetogne, comité d'études catholique-orthodoxe pour l'unité, né à Rome en septembre 1992, à la fin du congrès des abbés bénédictins.

### Saint-Siège
Liturgiste, il est nommé membre de la Congrégation romaine pour le culte divin et la discipline des sacrements le 25 janvier 2005, et occupe cette charge pendant dix ans.
Il est l'un des parrains de l'association Prev'Act, une association caritative réunionnaise active à Madagascar.

## Prises de position

### Catholicisme traditionaliste
Le 7 juillet 2007, le pape Benoît XVI publie le motu proprio Summorum Pontificum, libéralisant la messe en latin. Depuis le concile Vatican II, pour célébrer une messe selon le rite tridentin, il était nécessaire d'obtenir l'autorisation de l'ordinaire du lieu. Désormais, la présence d'une communauté stable de fidèles attachée à cette tradition liturgique est suffisante. Se faisant le porte-voix des évêques français en tant que président de la commission pour la liturgie de la conférence épiscopale française, Robert Le Gall ne cache pas sa désapprobation à l'égard de ce motu proprio. En effet, l'évêque de Toulouse, inquiet de cette décision, craint qu'elle exacerbe les tensions au sein de la communauté catholique, et fasse coexister deux Églises parallèles. 
En outre, Robert le Gall déplore l'activisme des fidèles traditionalistes qui réclament des messes en latin à travers pétitions et réseaux sociaux, regrettant des « pressions insupportables qui exagèrent les effectifs réels » tout en remarquant que pour « ramener des fidèles […] il faut réintroduire davantage de silence, de hiératisme, d'intériorité, de beauté dans les vêtements liturgiques ».

### Extrême-droite
Questionné sur le résultat du Front national aux élections régionales de 2015 en Occitanie, qui, avec 33,87 % des voix au second tour, obtient 40 sièges au Conseil régional, Robert Le Gall exprime son interrogation face à la progression de l'extrême-droite, dont il souligne l'euroscepticisme. Ainsi, il affirme ne pas se reconnaître dans le souverainisme et le nationalisme. Si dans un contexte de montée du terrorisme international, la tendance au repli sur soi est, selon Robert Le Gall, une manière de se protéger, il invite les électeurs français, et en particulier catholiques, à ne pas se tourner vers le Front national, dans un acte de défiance envers les formations politiques traditionnelles. En effet, il juge inutile de voter pour un parti qu'il considère dans la critique permanente.

### Immigration
Opposé à la politique migratoire à l'égard des Roms, initiée par le gouvernement français en juillet 2010, Robert Le Gall exprime publiquement son désaccord le 27 août lors du pèlerinage diocésain de Toulouse à Lourdes, en appelant à la solidarité avec les Roms et en lisant, pendant son homélie, la lettre pastorale de Jules-Géraud Saliège. Ce dernier, archevêque de Toulouse pendant la Seconde Guerre mondiale, s'éleva contre la persécution des Juifs, en rédigeant une lettre de protestation dont il ordonna la lecture publique dans toutes les églises du diocèse le 23 août 1942,,. L'homélie de Robert Le Gall suscite une vive polémique, des membres du gouvernement et de la majorité présidentielle, ainsi que le Conseil représentatif des institutions juives de France, l'accusant d'avoir comparé le sort des Roms en 2010 avec celui des Juifs pendant la Seconde Guerre mondiale, ce que l'évêque de Toulouse réfute. Pour éteindre la polémique, André Vingt-Trois, archevêque de Paris et président de la Conférence des évêques de France, se rend le 31 août au Ministère de l'Intérieur, sur invitation de Brice Hortefeux,  afin de rappeler la position de l’Église de France vis-à-vis de l'immigration.
Lors d'un entretien avec l'hebdomadaire Côté Toulouse, il se prononce en défaveur du projet de révision constitutionnelle pour la déchéance de nationalité des binationaux condamnés pour terrorisme, considérant, sur ce sujet, ses positions proches de celles de Christiane Taubira. En effet, la ministre de la justice avait affirmé son hostilité franche à la mesure, la jugeant inefficace, alors qu'elle remettait en cause, selon Christiane Taubira, un pilier de « la construction de la communauté française sur une base civique », le droit du sol.

### Laïcité
Au lendemain de l'attaque au couteau de la basilique Notre-Dame de Nice, Robert Le Gall est invité à s'exprimer sur France Bleu Occitanie, notamment au sujet de l'attentat terroriste. Il affirme que les caricatures de Dieu aggravent les tensions, se prononçant contre leur diffusion dans les écoles. Pour l'évêque de Toulouse, les religions ne sont pas un objet de moqueries, la liberté d'expression ayant des limites. Il défend ainsi « la liberté d'être ensemble, de parler ensemble, la liberté d'être des frères ensemble, mais pas de s'invectiver ».
La déclaration de Robert Le Gall déclenche une vive polémique, en particulier au sein de la gauche : la présidente de la région Occitanie, Carole Delga, considère la laïcité, la liberté d’expression et le droit de critiquer toute institution religieuse comme des éléments indissociables du pacte démocratique et républicain, affirmant que ces principes ne sont pas négociables. Pour Jean-Luc Mélenchon, l'évêque de Toulouse remet en cause le droit au blasphème.

## Succession apostolique
Robert Le Gall a ordonné les évêques suivants :
- Évêque Bernard Joseph Germain Marie Ginoux (2007)
- Évêque Hervé Gaschignard (2008)
- Évêque Philippe Mousset (2009)
- Archevêque François Marie Aimé Marius Fonlupt (2011)
- Évêque Jean-Marc Eychenne (2015)
- Évêque Laurent Michel Camiade (2015)

## Distinction
- Chevalier de la Légion d'honneur (13 juillet 2004)[52]

## Publications
- Robert Le Gall, Associés à l’œuvre de Dieu, Chambray-lès-Tours, Cahiers du livre et du disque (CLD), coll. « La Liturgie, célébration de l'Alliance » (no 1), 1981, 159 p. (ISBN 978-2-85443-227-5).
- Robert Le Gall, La liturgie dans l'ancienne alliance, Chambray-lès-Tours, Cahiers du livre et du disque (CLD), coll. « La Liturgie, célébration de l'Alliance » (no 2), 1981, 139 p. (présentation en ligne).
- Robert Le Gall, La liturgie dans la nouvelle alliance, Chambray-lès-Tours, Cahiers du livre et du disque (CLD), coll. « La Liturgie, célébration de l'Alliance » (no 3), 1982, 225 p. (ISBN 978-2-85443-014-1).
- Robert Le Gall, Dictionnaire de liturgie, Chambray-lès-Tours, Cahiers du livre et du disque (CLD), 1997, 3e éd. (1re éd. 1982), 281 p. (ISBN 978-2-85443-135-3).
- Robert Le Gall, Les premiers amis de Dieu : Abraham, Jacob et Moïse, Chambray-lès-Tours, Cahiers du livre et du disque (CLD), coll. « Prière et amitié », 1982, 210 p. (ISBN 978-2-85443-010-3).
- Robert Le Gall, La liturgie de l'Église : mystère, signes et figures, Chambray-lès-Tours, Cahiers du livre et du disque (CLD), 1990, 211 p. (ISBN 2-85443-189-8).
- Robert Le Gall, La messe au fil de ses rites, Chambray-lès-Tours, Cahiers du livre et du disque (CLD), 1992, 251 p. (ISBN 2-85443-236-3).
- Robert Le Gall, Marie, joyau de la Trinité, Chambray-lès-Tours, Cahiers du livre et du disque (CLD), 1993, 137 p. (ISBN 978-2-85443-245-9).
- Robert Le Gall, L'Esprit de saint Benoît pour tous, Paris, Mame, coll. « Cahiers de l'école cathédrale », 1994, 111 p. (ISBN 978-2-72890-708-3).
- Robert Le Gall et Laziz Hamani (photographe), Les symboles catholiques, Paris, Assouline, coll. « Symbole des religions », 1996, 128 p. (ISBN 2-908228-49-1).
- Robert Le Gall, La saveur des psaumes : Entrer en psalmodie, Paris, Cahiers du livre et du disque (CLD), 2000, 267 p. (ISBN 2-85443-368-8, présentation en ligne).
- Robert Le Gall et Lama Jigme Rinpoché, Le Moine et le Lama : Entretiens avec Frédéric Lenoir, Fayard, 2001, 372 p. (ISBN 2-213-60710-9).
- Robert Le Gall, Malek Chebel, Marc-Alain Ouaknin et Claude B. Levenson, Grandes religions, Paris, Assouline, 2004, 382 p. (ISBN 2-84323-565-0).
- Robert Le Gall et Jean Margéot, Le voyage intérieur : dialogues sur la prière et la méditation, Paris, Presses de la Renaissance, 2007, 258 p. (ISBN 978-2-7509-0299-5).
- Robert Le Gall, Miséricorde, Montrouge, Bayard, coll. « J'y crois », 2009, 98 p. (ISBN 978-2-227-47847-3).
- Robert Le Gall, Devenir le disciple que Jésus aimait : lectures de saint Jean, Paris, Parole et silence, 2016, 239 p. (ISBN 978-2-88918-738-6).
- Robert Le Gall, Les 15 cantiques des montées : des Psaumes pour nos chemins d’Église, Paris, Parole et silence, 2020, 132 p. (ISBN 978-2-88959-246-3).
- Robert Le Gall, Le Missel romain, présent venu de nos papes, Toulouse, Institut catholique de Toulouse, coll. « Histoire et théologie », 2024, 127 p. (ISBN 978-2-88959-525-9).